# Confederación Nacional Obrera de Cuba
La Confederación Nacional Obrera de Cuba (CNOC) fue considerada como la primera central proletaria cubana, y desde sus inicios apoyó e impulsó las obreras y sindicales de los trabajadores en Cuba. fundada entre los días 2 y 7 de agosto de 1925 en Camagüey por los representantes de 128 organizaciones obreras Cuba.

## Historia
La CNOC, bajo la guía del Partido Comunista y con fuerte participación anarcosindicalista, llevó a cabo dos conocidas huelgas: la primera en agosto de 1933 le dio culminación al gobierno despótico de Gerardo Machado, y la segunda en marzo de 1935 que resultó brutalmente reprimida por el gobierno de Fulgencio Batista-Jefferson Caffery-Carlos Mendieta
A raíz de estos hechos la CNOC fue ilegalizada y muchos de sus directivos sindicales fueron asesinados y encarcelados. Es así como empieza la lucha en la sombra por la libertad de los que sufrían prisión como prisioneros políticos y por la legalización de los sindicatos.
En el Segundo Congreso Obrero Latinoamericano que se efectuó en México en septiembre de 1938, los líderes sindicales cubanos que participaron fraguaron el compromiso de lograr la unificación del movimiento obrero en Cuba.
En cumplimiento de la promesa hecha en el Segundo Congreso Obrero Latinoamericano, se realizó del 23 al 28 de enero de 1939 en Ciudad de La Habana el Congreso Constituyente de la Confederación de Trabajadores de Cuba, en el cual participaron alrededor de 1500 delegados provenientes de 700 organizaciones de masa. En el congreso fue elegido secretario general de la CTC el obrero Lázaro Peña por su destacada trayectoria como dirigente popular y por su honestidad y valor. Desde sus inicios esta organización estuvo vigilada por los gobiernos cubanos. Al igual que ocurrió con los representantes de la CNOC, los dirigentes de la CTC eran perseguidos, encarcelados y asesinados. Entre ellos, Jesús Menéndez, Lázaro Peña, Ursinio Rojas, Juan Taquechel López, Zoilo Marinello, Agapito Figueroa, Salvador García Agüero y muchos otros.

## Disolución
Después del triunfo de la Revolución cubana el ministro del Trabajo Augusto Martínez Sánchez ordenó la ocupación de la Confederación, la cual fue efectuada por Raúl Castro el 5 de abril de 1960 ocasionando una condena internacional, entre otros por el Secretarlo General de la Confederación Sindical de trabajadores y trabajadoras de las Américas Alfonso Sánchez Madariaga, mientras el dirigente sindical David Salvador Manso es obligado a renunciar como secretario general y posteriormente arrestado y condenado a 30 años de prisión. Posteriormente en 1961 es disuelta y reemplazada por la Central de Trabajadores de Cuba.